# Giuseppe Miraglia (wojskowy)
Giuseppe Miraglia (ur. 21 czerwca 1883 w Lugo di Romagna, zm. 21 grudnia 1915 w Wenecji) – włoski oficer marynarki, pilot wojskowy, jeden z pionierów lotnictwa morskiego.

## Życiorys
Ojcem Giuseppe Miraglii był Nicola, ekonomista, bankier i polityk, matką Elena Mazzarini. Był najmłodszym z trójki synów. W 1900 roku wstąpił do Accademia Navale w Livorno, ukończył ją trzy lata później, zaś w grudniu 1908 roku został awansowany na podporucznika marynarki (Sottotenente di vascello). Uczestniczył w wojnie trypolitańskiej na pokładach torpedowca "Lombardia" i pancernika "Emanuele Filiberto". Po zakończeniu wojny, awansowany na porucznika marynarki (Tenente di vascello), zgłosił się do nowego rodzaju broni: lotnictwa morskiego i wstąpił do szkoły pilotażu w Wenecji.
13 września 1914 roku otrzymał odznakę pilota. Po przystąpieniu Włoch do działań I wojny światowej, jako dowódca eskadry wodnosamolotów stacjonującej w Wenecji, prowadził loty rozpoznawcze i bombowe nad terytorium austriackim. 7 sierpnia 1915 roku pilotował samolot, którego pasażerem był ówczesny porucznik ułanów, poeta Gabriele d'Annunzio, w locie nad Triestem. Zrzucili oni bomby na miejscowy arsenał oraz ulotki adresowane do mniejszości włoskiej. Od tej pory obu oficerów, którzy wykonali jeszcze kilka podobnych lotów, połączyła przyjaźń.
Zginął 21 grudnia 1915 roku w wyniku obrażeń odniesionych w katastrofie swego samolotu w Lagunie Weneckiej. Pośmiertnie został odznaczony Medaglia d'argento al valor militare. Jego imieniem nazwano transportowiec wodnosamolotów "Giuseppe Miraglia", wcielony do Regia Marina w 1927 roku.
Starszy brat Giuseppe Miraglii, Luigi, był admirałem i senatorem Królestwa Włoch.